# 日本思想

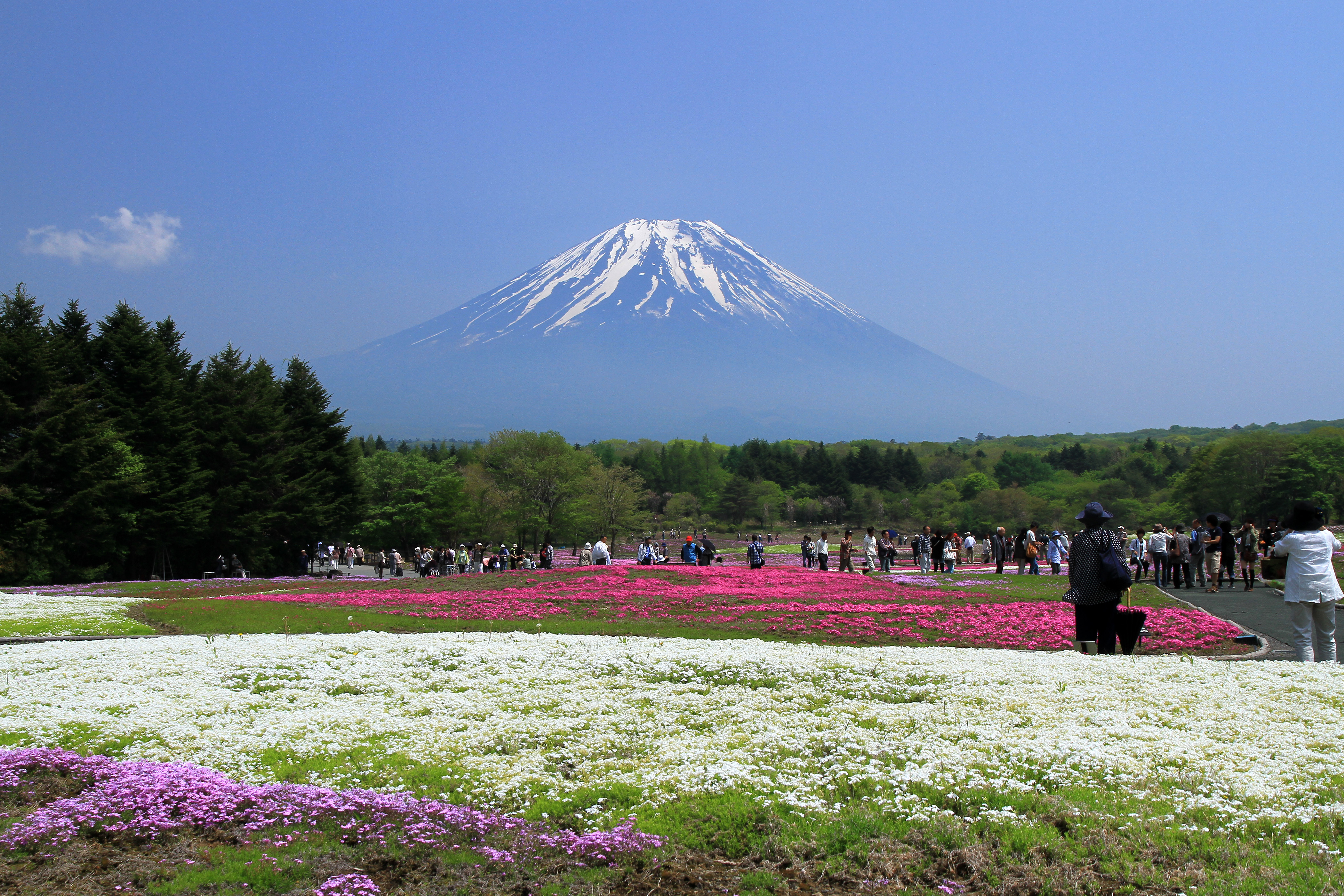
富士山は古来から日本文化における最重要な景観として知られ、2013年に「富士山-信仰の対象と芸術の源泉」としてUNESCOの世界遺産リストに登録された。写真は富士本栖湖リゾート（富士芝桜まつり）の富士山とシバザクラ （山梨県南都留郡富士河口湖町）。

日本思想（にほんしそう、英: Japanese philosophy）は、日本の哲学・思想のこと。日本哲学とも言う。太古にはアニミズム・シャーマニズムとしての神道があったが、仏教、儒教、西洋思想の伝来によって習合・混合し、日本特有の思想風土が出来上がっていった。

## 概要

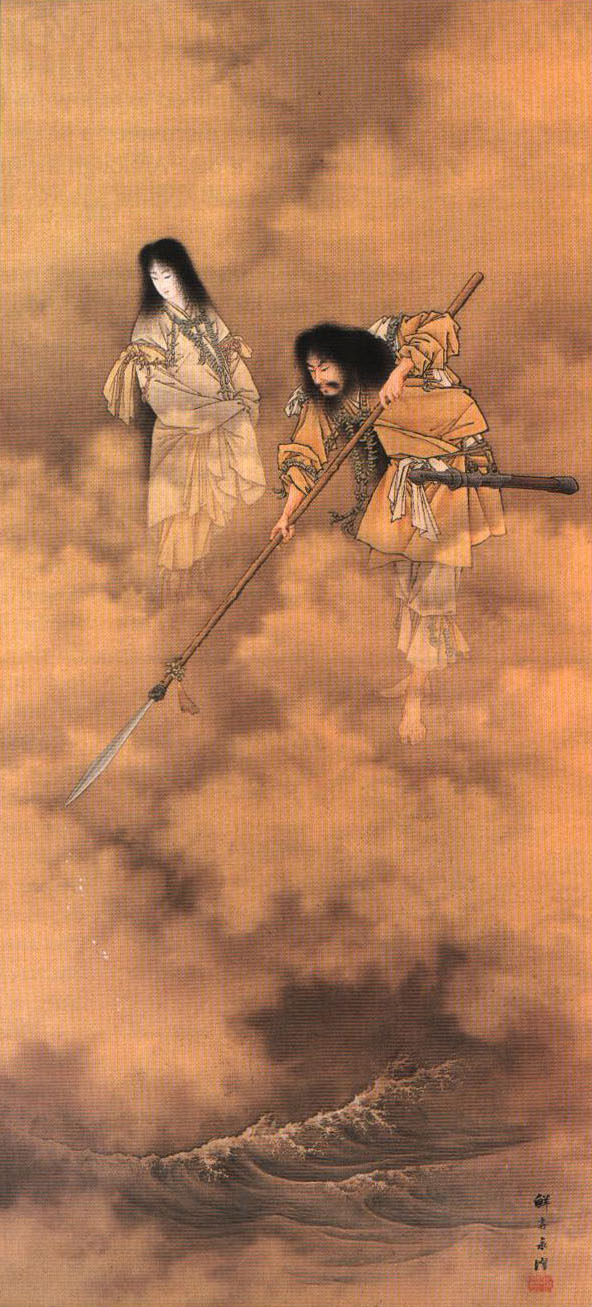
天瓊を以て滄海を探るの図（小林永濯・画、明治時代）
左がイザナミ、右がイザナギ。二人は天の橋に立っており、矛で混沌をかき混ぜて島（日本）を作っているところ

日本思想には、大きく二つの特質が見られる。一つは、日本の思想史が外来思想――仏教・儒教・西洋近代思想など――を積極的に受容し、独自に展開してきた歴史をもつことである。もう一つは、前近代の思想や文化が現代にまで形を変えて存続している点である。これらは単なる伝承ではなく、新旧が融合した重層的形態として受け継がれている。例えば、古来の神社で執り行われる神前結婚式は、明治期以降にキリスト教式の婚礼様式を参考に形成されたものであり、伝統の再構成の一例である。このような文化の「雑種性」（加藤周一）や「重層性」（和辻哲郎）は、日本文化に固有の特性とされる。
思想史を概観すると、日本人は古くから自然の中に神々を感じ取る神道的感性を持ち、飛鳥・奈良時代以降は仏教を受容し、神仏習合という独自の宗教観を形成した。平安時代には貴族文化と仏教思想が融合し、鎌倉時代には浄土宗・日蓮宗・禅宗などの新仏教が台頭し、庶民や武士に広がった。江戸時代には、朱子学・陽明学・蘭学など多様な学問が受容され、日本固有の思想を再評価する国学運動も興隆した。これらは明治維新の思想的基盤となった。
明治以降は、西洋近代思想の導入が本格化し、西田幾多郎に代表される独創的な哲学や倫理学が形成された。これらの思想は、単なる輸入ではなく、日本的伝統との対話を通じて生成されたものである。日本の思想家たちは「自己とは何か」「いかに生きるべきか」といった根本的な問いに真摯に取り組み、内在する伝統と対話しつつ、外来思想と批判的に向き合った。その姿勢こそが、日本思想の独自性を支えているとされる。
日本思想史を学ぶ意義は、こうした思想家たちの真摯な問いと向き合う姿勢にある。彼らの思索は現代に生きる私たちにとっても、自己と世界を見つめ直す手がかりとなるものであるとされる。

### 歴史観
日本社会の歴史について、丸山眞男は「ある自由主義者への手紙」でこう述べている。

「これまで存在したあらゆる社会の歴史は、階級闘争の歴史である」とは誰でも知っている、共産党宣言の中の文句だ。日本の「マルクス主義」歴史家たちは、この命題を日本史の上で実証すべく、血中になって、被支配階級の反抗と闘争の史実をあさりまわった… シニカルに響くかもしれないが、僕に言わせれば、ヨーロッパやアメリカはいざ知らず、日本の歴史は階級闘争の歴史よりも、むしろはるかに多く、被抑圧者が蔭で、ぶつぶつ言いながらも結局諦めて泣き寝入りしてきた歴史である。論より証拠、日本は古来尚武の国として、戦争は盛にやりながら、本当の下からの革命は今だ嘗て経験したことがない。

戦後日本においては、欧米の現代思想が継続的に紹介され、日本社会への応用が試みられてきた。こうした流れは明治期以降の思想受容の延長線上に位置づけられる。同時に、欧米思想を参照しつつ、日本の伝統的思想を再評価し、そこに新たな意味を見出そうとする試みも行われている。また、戦争への反省を背景に、日本思想を特殊化する立場を批判し、儒教や仏教など東アジア全体の文脈の中で日本思想を相対化する動きもみられる
日本思想の歴史を通して共通して見られるのは、外来思想を柔軟に受け入れ、在来の思想と共存・再構成してきた姿勢である。しかしその過程では、外来思想と日本固有の思想との関係が常に問題とされてきた。とりわけ「自我の確立」や「いかに生きるべきか」といった根源的な問いに対する決定的な解答は、現代においても見出されていないとされる。
物質的な豊かさの中にあっても、こうした倫理的・存在論的な問いは依然として切実であり、過去の思想家たちによる真摯な思索は、現代においても重要な示唆を与え続けているとされる。

## 研究史

### 「日本思想史」の形成
日本思想が学術的な考察の対象に上ったのは明治時代以降のことである。戦前の代表的な思想史家として津田左右吉、村岡典嗣、和辻哲郎などがいる。
以下、『日本思想史講座』シリーズ（ぺりかん社）の各巻「総説」を参考に記述する。

#### 儒教と国民道徳論

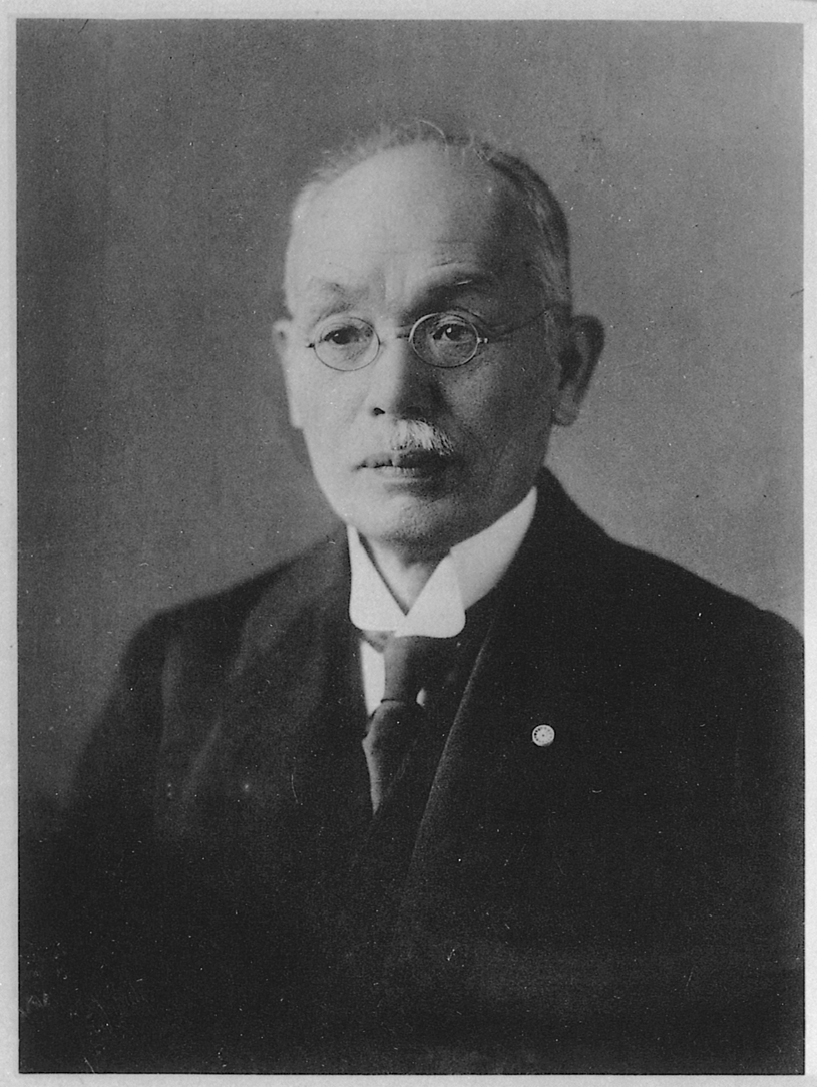
東大哲学科初の日本人教授、井上哲次郎

「文明開化」に伴って、明六社の福沢諭吉や西周らによって西洋思想、西洋哲学の輸入が盛んに行われた。その中で、欧化主義に対して日本の伝統思想を回顧する動きも現れ、国粋主義・国家主義者たちは国民道徳論を唱えた。東京帝国大学で西洋哲学の普及に努めた井上哲次郎は、朱子学、陽明学、古学といった日本儒教・江戸儒学の研究を始め、西村茂樹も西洋哲学と伝統思想を融合した『日本道徳論』を著した。エドマンド・スペンサーの社会進化論を紹介した加藤弘之らは啓蒙思想を批判する国権主義に走った。元田永孚は儒教と天皇崇拝を一体化させた「教育勅語」を起草した。

#### ナショナリズム
歴史学者の津田左右吉は、日本古代史や『論語』の文献研究で知られるが、『文学に現はれたるわが国民思想の研究』を著して、初となる本格的な日本思想の通史的叙述を行った。自由主義的なナショナリストであった津田には『支那思想と日本』の著作もあり、中国が日本思想に与えた影響を否定することに力点を置いていた。村岡典嗣は『日本思想史研究』や『本居宣長』の著作があり、日本思想の文献学的研究を行った。村岡は宗教哲学者者の波多野精一から大きな影響を受けており、日本思想の中の宗教哲学の探求を動機として、江戸時代後期の国学者平田篤胤に日本伝統思想における宗教哲学の完成を見出していた。村岡典嗣の活躍した東北帝国大学では、西田直二郎の「文化史学」が興隆し、石田一良、佐藤弘夫らを輩出した。

#### 昭和戦前期の状況

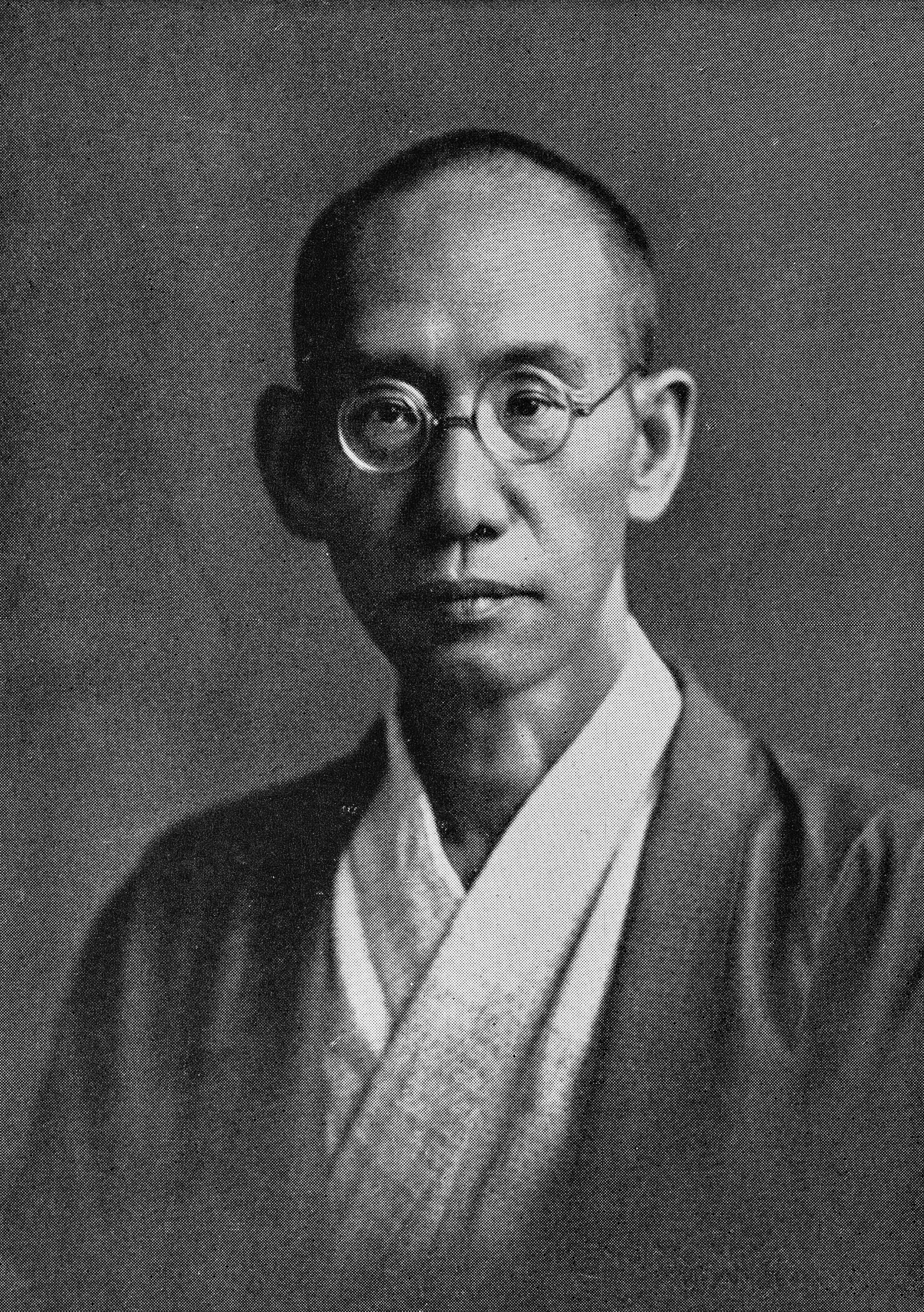
西田幾多郎

哲学者の西田幾多郎は『日本文化の問題』で、伝統思想を媒介とした西洋哲学の刷新を説いている。また、倫理学者の和辻哲郎は『人間の学としての倫理学』や『倫理学』で知られるが、彼もまた日本精神の研究を行った。和辻はドイツの解釈学を学び、それを思想史叙述に利用した。『日本精神史研究』は日本美術や芸能の中に日本精神を探る著作である。戦前に出版した『尊皇思想とその伝統』は、古代から近世の日本思想を尊皇思想という観点から渉猟し、戦争を控えて執筆が急がれた和辻倫理学の大きな目的の一つである、民衆を国家のために動員可能にする国家主義の完成を目的としていた。戦後にはこれを元にした完全版の『日本倫理思想史』が出版された。和辻門下には相良亨、源了圓、湯浅泰雄らがおり、現在では第三世代として佐藤正英などがいる。大川周明はイスラーム哲学の研究者であり、アジア主義の代表的人物だが、人物評伝の『日本精神研究』や文明史の『日本二千六百年史』を著した。皇国史観によって日本史を論じた平泉澄もこの時期の代表的な思想史家である。唯物史観の立場からの日本思想史研究では、三枝博音や、『日本における近代思想の前提』の羽仁五郎らがいる。

#### 日本仏教史

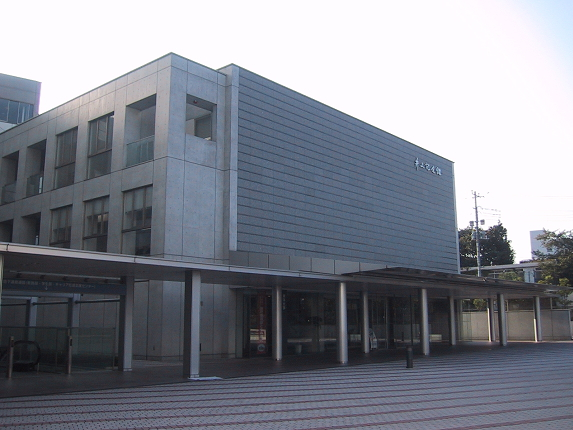
井上円了記念博物館と井上円了ホールがある、東洋大学白山キャンパス井上記念館

仏教の研究は古くから寺院の檀林・学寮などで行われていたが、近代的な仏教学研究は、サンスクリットやパーリ語を研究していたフランスやドイツの東洋学者の元に留学した僧侶たちにより始められた。マックス・ミュラーに学んだ南条文雄や高楠順次郎、エルンスト・ロイマンに学んだ荻原雲来、渡辺海旭、渡辺照宏らがいる。また、河口慧海や能海寛らチベットに直接渡って原典を研究した人物もいる。東京帝国大学では高楠が梵語、村上専精がインド哲学の講座を設けて、鷲尾順敬や境野哲が仏教史研究を開始した。私立大学としては井上円了が哲学館（のちの東洋大学）を設立、龍谷大学や大谷大学といった仏教系大学も林立した。鈴木大拙は禅を海外に紹介し、清沢満之は浄土真宗から精神主義の哲学を創出した。高楠に教えを受けた宇井伯寿の弟子には中村元、木村泰賢らがいる。田村芳朗は東京大学に日本仏教史講座を設け、弟子に末木文美士らがいる。

### 戦後の日本思想史研究
戦前には西洋哲学者や東洋史学者などが副次的に研究していた日本思想史だが、戦後には日本思想史専門の研究者が登場するようになった。また、研究分野が細分化し、政治思想史や仏教史などのほかに、研究者は古代・中世・近世・近代の時代区分ごとの専門を持つようになっていった。

#### 丸山政治思想史学の登場と批判

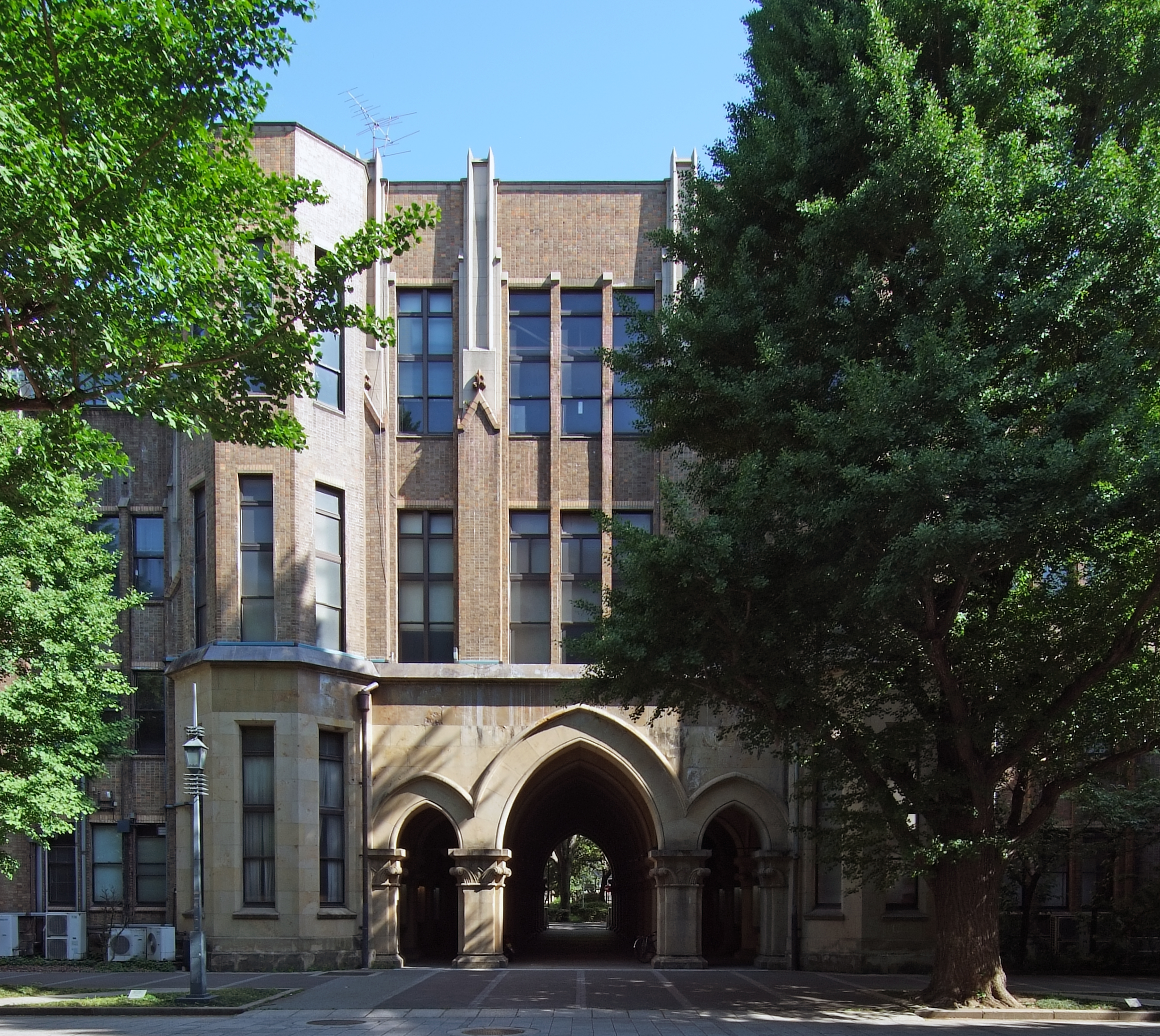
東大法文1号館（1935年竣工）。丸山は学部長も務めた。

政治哲学者の南原繁の勧めで日本政治思想史を始めた丸山眞男の『日本政治思想史研究』は、敗戦後の日本で学生たちを中心に広く読まれ、『現代政治の思想と行動』と共に戦後民主主義の普及に一役買っていた。丸山は朱子学に代表される政治秩序を「自然」と見なす前近代的思惟様式に対して、荻生徂徠が政治秩序は「作為」的であると考えたとし、近代的思惟様式の幕開けと論じ、日本人の思想の中に近代西洋思想を受け入れる素地があったと主張した。しかし、安保闘争を機に丸山の依っていた講座派理論のいう半封建的な社会が一向に民主化へ向かわない政治情勢に絶望して、「歴史意識の『古層』」が収められた『忠誠と反逆』以降は、古代から流れる「つぎつぎとなりゆくいきおひ」という日本人の思考方法がある限り近代化は不可能であるという結論に至った。丸山は藤田省三、植手通有、松本三之介、渡辺浩など多くの後進を育てた。狩野亨吉の発掘した安藤昌益は、エドガートン・ハーバート・ノーマンの『忘れられた思想家』で再度取り上げられ、封建制批判の先駆者として称賛された。
尾藤正英は『日本封建思想史研究』で朱子学と封建制を直接結びつける丸山を批判し、日本朱子学の中にも幕府の支配体制を擁護する山崎闇斎と批判する中江藤樹・熊沢蕃山という二つの流派が存在することを主張した。吉川幸次郎や加地伸行らの中国文学者や中国哲学者は、丸山の漢文読解に誤りが多いことを指摘している。安丸良夫は『日本の近代化と民衆思想』を著し、大思想家ばかりを取り上げるのでなく、民衆史の視点から幕末から近代にかけての民衆思想を研究した。子安宣邦は『「事件」としての徂徠学』で丸山の「自然と作為」という見方を批判し、丸山は自身の近代主義的な歴史哲学に合わせて荻生徂徠をはじめとする思想家たちを実際のあり方から変形させてしまったとする。渡辺浩は『近世日本社会と宋学』で、中国近世と日本近世で同じ儒学用語でも意味が異なることを指摘した。

#### 新しい日本思想史研究
若尾政希は『太平記読みの時代』で安藤昌益を始めとする思想家や藩主たちが朱子学よりも『太平記理尽抄』から学んで政治思想を形成したことを論じている。

#### 国際的な日本思想史研究
日本学の研究は欧米やアジアの大学で行われており、アメリカのシカゴ大学ではテツオ・ナジタ、ハリー・ハルトゥーニアン、ヴィクター・コシュマンが日本思想史の「シカゴ学派」を作り出した。

## 各時代の思想

### 古代・中世
日本思想の最初期は、神話を中心とした宗教的世界観に支えられていたこの段階では、論理的な思索ではなく、神々の物語を通じて世界の成り立ちや人間の在り方が語られた。『古事記』・『日本書紀』に記された神話は、天地開闢、国土生成、神々の系譜、天孫降臨などを含む体系的叙述をもつ。自然現象は神格化され、神々は人格と同時に自然そのものを象徴している。
イザナギ・イザナミによる国生みや死と再生の神話は、死生観と穢れ・浄化の思想の起源とされる。天照大神は太陽神として、皇統の神聖性の根拠とされ、政治思想にも影響を及ぼした。
神話における秩序と混沌の反復は、日本における調和と再生の思想的な原型をなす。神と人間、自然との連続性が強調され、世界は断絶よりも関係によって成り立っているとと理解された。言霊思想や祭祀を通じた言語と行為の霊的効果への信仰も特徴である。このような神話的世界観は、後の仏教、儒教、神道思想の受容と融合の基盤となった。

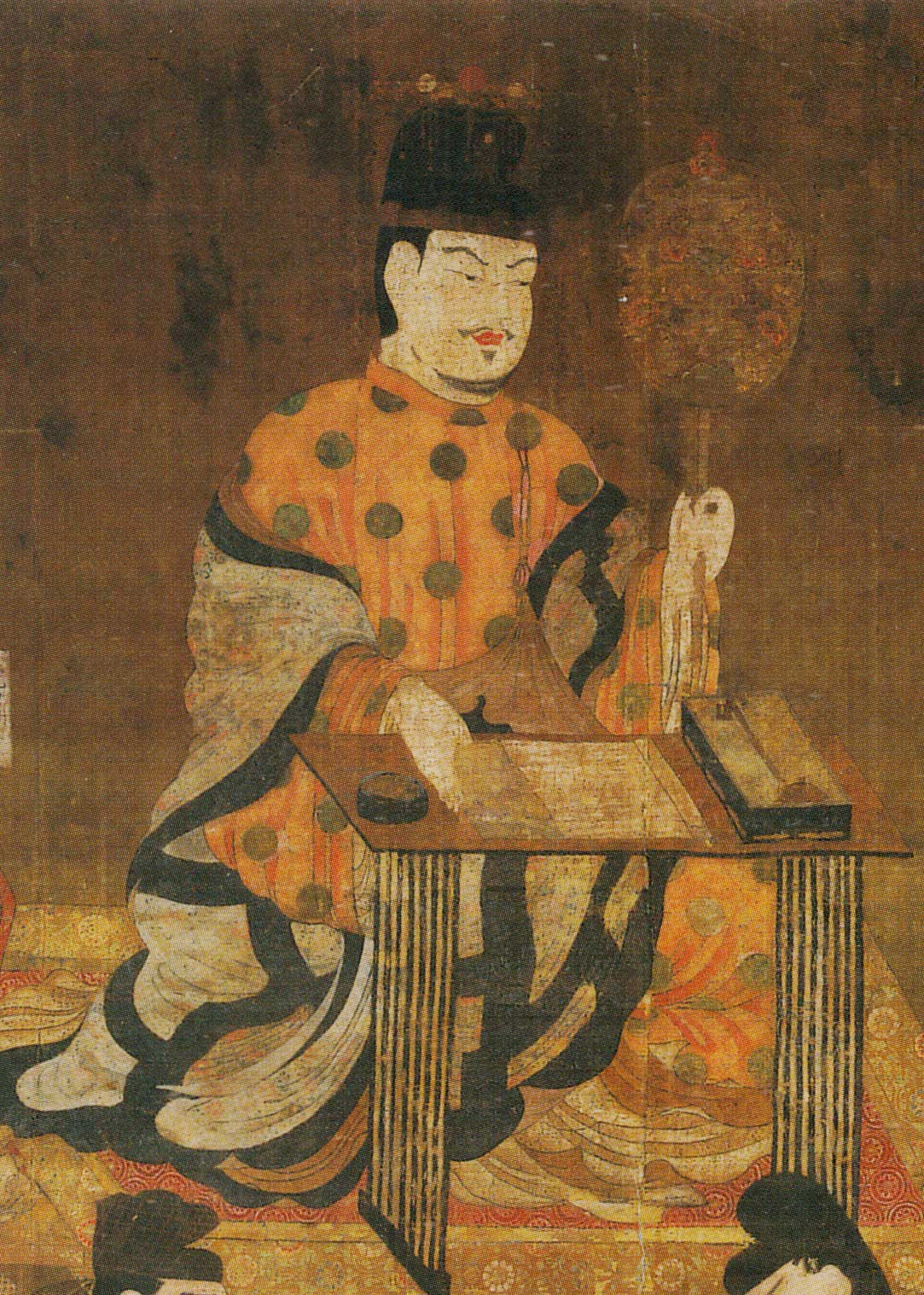
聖徳太子

仏教公伝以降、仏教が日本思想の本流を占めた。聖徳太子によって政治面でも導入された仏教文化は奈良時代に「国家鎮護」の思想として完成された。平安時代が始まると、「国家鎮護の思想」の代わりに空海と最澄が広めた密教が一般的になった。平安貴族文化の衰退期には、悲観主義的な「末法思想」によって、この世界での命をなげうって未来世の救済を強く称揚する浄土思想が広がった。武士が政権を握る鎌倉時代が始まると、新しく起こってきた社会階級（武士）のための「新」仏教が現れた。

#### 日本への仏教の到来と初期の影響
古代の日本では、仏教の到来は国家の建設や中央集権化と密接に関連していた。蘇我氏は排仏派の物部氏を戦争で打ち倒し、推古天皇の摂政である聖徳太子は蘇我氏と協力しながら体系的な法典と仏教に基づいた国家統治の計画を起草した。聖徳太子は仏教に深い理解を示し、仏教によって国の政治を安定させようとした。仏教の力で国の平和と安全を得ようとする思想は「国家鎮護」思想と呼ばれる。
奈良時代、特に聖武天皇の時代に、国分寺・国分尼寺が全国に建てられ、東大寺と大仏が奈良に作られた。唐の鑑真が東大寺の戒壇をもたらした時期に、国家による仏教政策が頂点に達した。
奈良仏教が「国家鎮護」思想の面を強く持っている一方で、平安仏教は国の平和と安全だけでなく個人の現世利益も重視した。それらが強く禁欲主義的な実践、つまり山中での加持祈祷を行ったため、これらの仏教は密教と呼ばれる。空海は中国の秘密仏教を学び、真言宗を開いた。最澄は中国の天台宗を学び、法華経の精神こそが仏教の神髄であると信じた。
平安後期には貴族文化衰退とともに現世を信じる可能性は否定され、死後に仏教の楽園に転生することを求めることが流行した。「後世にこの世界で仏教が廃れる」という末法思想の考えとともに、すべてを救う阿弥陀如来の力によって楽園へ転生し連れて行ってもらうという「浄土」思想が広がった。空也が諸国行脚して阿弥陀如来への帰依を説き、源信が『往生要集』を書いた。

#### 鎌倉仏教

銅造阿弥陀如来坐像（高徳院・鎌倉大仏）

浄土宗を開いた法然は、他の禁欲的な実践を完全に廃し、阿弥陀如来の力による救済を説いた。彼は弟子に「阿弥陀如来を信仰し熱心に「南無阿弥陀仏」と唱えれば極楽往生できる」と主張した（専修念仏）。彼の弟子の親鸞は新たに浄土系の宗派を開き、法然の教えを受け継いで、阿弥陀如来の力に完全に頼ることを説いた（他力本願）。そして「阿弥陀如来による往生の対象者は俗世の自ら自分の罪を自覚したがっている悪人である」と主張した（悪人正機）。時宗を開いた一遍は「踊念仏」を始めた。
浄土信仰とは対照的に、禅宗は坐禅による自己覚醒を試みた。栄西は中国の臨済宗を学んだ。彼は弟子に「公案」(難題)を与えてそれを解かせ、それによって弟子たちは自己啓蒙した。臨済禅は鎌倉時代の上流武士階級から広い支持を集めた。道元は中国の曹洞宗を学んだ。栄西に対して、彼は弟子に「只管打坐（しかんたざ）」(ひたすら坐禅すること)による覚醒を説いた。曹洞禅は地方の武士から支持を得た。
日蓮ははじめ天台の思想の影響を受けていたが、やがてその思想を展開して独特の思想へとたどりついた。当時の日本はモンゴル帝国の軍勢が迫る不安定な状態で、そうした政治の状況を目の当たりにし、その原因を天台教学で最高位に置かれていた法華経以外の信仰が広まっているためと考え、それを『立正安国論』に記した。

### 近世
日本の古代・中世思想は仏教と強く結びついていたが、近世では豊臣秀吉の朝鮮出兵の際連れ帰られた姜沆が朱子学を日本に広め、儒教（宋学）が盛んになった。江戸幕府がこれを後押しし、林家の朱子学は江戸幕府の老中松平定信の時代に公認され、昌平坂学問所での朱子学以外の講義を禁ずる寛政異学の禁が制定された。儒教は江戸中期以降に水戸学や国学に展開し、後の戦前日本の基本思想となる。
末期には蘭学として西洋学問が輸入され始めた。

#### 儒教

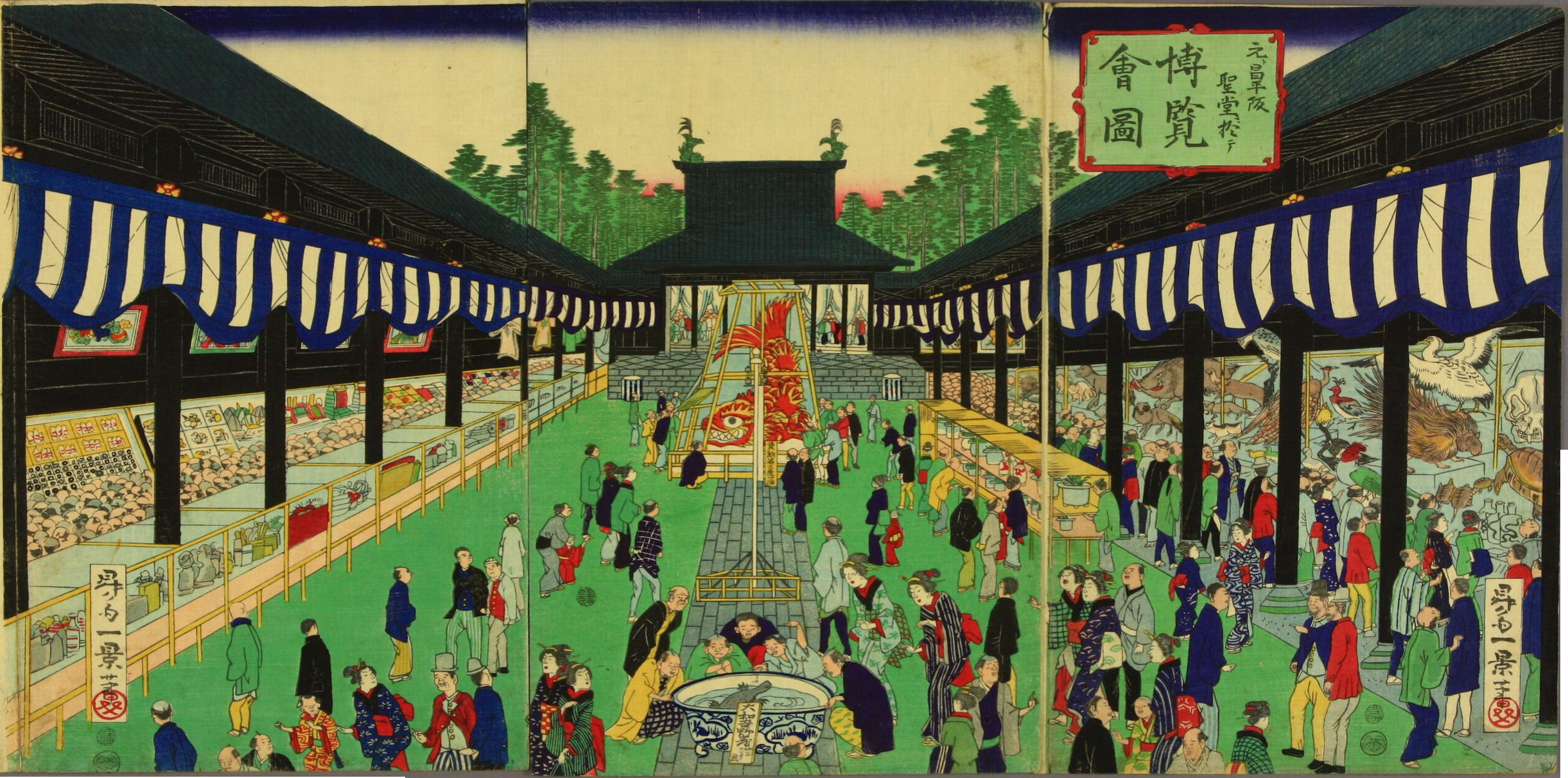
元昌平坂聖堂（のちの湯島聖堂での博覧会（昇斎一景・1872年）

江戸時代には、儒教が盛んになった。中国の朱子学（宋明理学）が主流になり、その批判から古学派や国学など新しい思想が現れた。
朱子学は家族的な封建制の社会的地位の秩序を尊重した。中世以来五山文学の中で学ばれてきた朱子学は、藤原惺窩や弟子林羅山により復興し、江戸幕府の将軍により重宝された。孔子を祀る湯島聖堂が建てられた。寛政異学の禁により朱子学は権威を増した。さらに、朱子学の思想は江戸幕府末期に尊王攘夷を唱える社会的運動に大きな影響を与えた。
朱子学とは対照的に、実践的な倫理を尊重する陽明学は江戸幕府によって一貫して監視・抑圧された、というのは江戸幕府の下での社会・政治的状態を批判していたからである。
古学派は孔子や孟子の原典の本来の意図を考慮に入れた。山鹿素行は儒教的倫理学に基づいた武士道を打ち立て、武士を最も高貴な階級だと強く信じた。伊藤仁斎は儒教の「仁」に注意を払い、「仁」を他の人に対する愛、そして純粋な思考としての真理であるとしてこれを尊重した。また、古代中国の古典に対する重要な研究によって、荻生徂徠は本来の儒教の精髄は世界を支配し民草を守ることであると主張した。

#### 国学
江戸時代中期に、仏教や儒教のような外国の思想に対抗して、国学と呼ばれる日本の古代文学や思想、文化の研究が盛んになった。
江戸時代中期に、国学は背景としてナショナリズムおよび、大坂懐徳堂などの実証的な儒学の影響を受けながら広まった。国学は、『古事記』、『日本書紀』、『万葉集』を含む古代日本の思想・文化を実証的に研究した。国学は仏教や儒教と異なる日本の本来の道徳文化を発掘することを狙いとしていた。賀茂真淵は『万葉集』の研究に取り組み、男性らしく寛容な様式を「益荒男ぶり」と呼び、蔵書を純粋かつ簡潔に評価した。古事記の研究を通じて、本居宣長は、日本文学の本質は、物事に接した時に自然に起こってくる感情である「もののあはれ」から生まれてくると主張した。彼は中国の(儒教・仏教の)「からごころ」に代えて「やまとごころ」を尊重した。彼によれば、国学は神道という日本の古い流儀を追究するべきであるという。国学の研究を通じて、平田篤胤は国粋的な復古神道、天皇への服従、儒教及び仏教の廃止を唱えた。これが江戸幕府の崩壊と明治維新の駆動力となった。

#### 蘭学

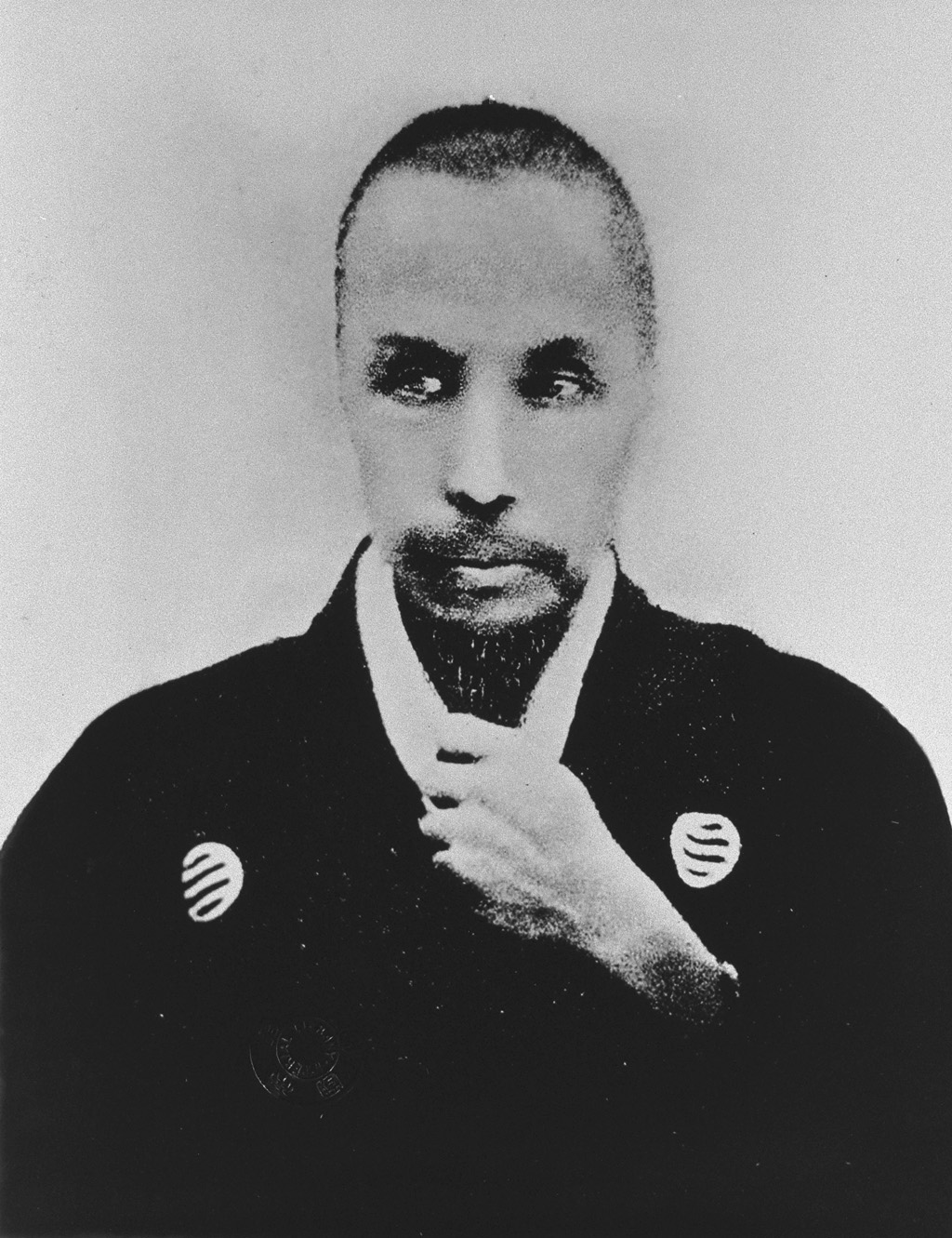
佐久間象山

江戸幕府の鎖国政策によって江戸の知識人は西洋文明と積極的な交流を持てなかったため、蘭学、つまりオランダの研究が唯一の西洋を覗き見る窓であった。
「鎖国」により、オランダ貿易を除いて西洋との直接交流はなかったが、享保の改革の頃に中国からの漢訳された西洋の書籍の輸入を奨励することで蘭学が流行した。前野良沢と杉田玄白はターヘル・アナトミアを和訳し、『解体新書』を著した。蘭学は江戸幕府末期までにはイギリス、フランス、アメリカ合衆国といった他の西洋の国々の研究にまで展開していた。「和魂洋才」という思想は佐久間象山の直接的な表現「東洋道徳、西洋芸術（技術の意）」に完成された。林子平は「三国通覧図説」を出版して取り締まられ、蘭学者の高野長英と渡辺崋山は鎖国政策を厳しく批判して弾圧された（蛮社の獄）。

#### 民衆思想
江戸時代には、私塾が実際的な側面で働く武士、商人、学者らに開かれていた。彼らの中には封建秩序による支配に対する批判を行うものもあった。
石田梅岩は儒教、仏教、神道を統合して大衆のための実践的な哲学を創始した。彼は誠実さと倹約による効果として商業に精を出すことを奨励した。安藤昌益は自然の世界をそこで人間が農業に従事して不自然なものなしに自給自足的に生きる理想的な世界であるとした。彼は、封建的な階級差別や貧富の差が存在するとして法治的な社会を批判した。二宮尊徳は、人は徳に報いなければならず、そのことがその人個人の徳とともにその人の存在を支持すると主張した。

### 近代

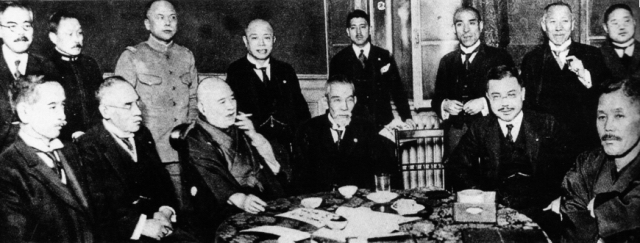
1925年に治安維持法を制定した加藤高明内閣

近世日本思想が儒教と仏教の中で発展したのに対して、急速に西洋思想に影響を受けた明治維新の後にイギリスの啓蒙やフランスの人権が流行した。これは、横井小楠と福沢諭吉の近代主義に代表されて現出した。日清戦争及び日露戦争の時期から、日本の資本主義がよく発展すると同時にその矛盾から社会主義運動も生じた。
最終的に1925年（大正15年）に男子普通選挙が実現するが、同時に治安維持法が制定され、軍部・権力と結びついたナショナリズム的な運動の前に政党政治が衰退していく。

#### 啓蒙と人権
明治維新において、イギリスとフランスの市民社会、特にイギリスの功利主義および社会的ダーウィニズム、フランスの国民主権とジャン＝ジャック・ルソーが紹介された。
明治初期の思想家は西洋の市民社会の中でもイギリス的な啓蒙を唱えた。彼らは日本の伝統的な権力や封建社会を批判しようとした。しかし、彼らは結局政府と迎合して抜本的でない上からの近代化を受け入れた。1873年に、森有礼が明六社を結成した。この文化的会合に参加する人々は実学重視、人間の特徴を実践的につかむこと、国情に合った政府の形成を理想とすることといった点を共有していた。森有礼は文部卿として国民教育の普及に努めた。横井小楠は、幕末に実学党を結成して門閥制度に代わる能力主義や共和思想を反映し、儒学・朱子学の流派に影響された実学を提唱した。

福沢諭吉

福沢諭吉は科学技術やアレクシ・ド・トクヴィル、英国文明論を日本に紹介して、自然権は当然人権が天賦のものであることであると唱えた。彼は文明の発展は人間の精神の発展であり、人の独立は国家の独立を導くと考えた。「便宜のために」政府は存在し、その出現は文化に見合ったものであると福沢は考えた。政府の唯一の理想的な形など存在しないと彼は言った。また、日本は列強に対抗して大陸へと対外進出するべきだと彼は主張した。西周は人の振る舞いはその人の持つ関心に基づくと断言した。加藤弘之は社会的ダーウィニズムの影響のもとで自然権を放棄し、代わりに適者生存を唱えた。
明六社のメンバーは結局政府と人民の調和を唱えたが、民主思想家はフランスの基本的人権を吸収し、西南戦争後に明治寡頭制に対して言論によって国民が反抗・革命を起こすことを支持した。1874年に、板垣退助が民選議院設立建白書を提出した。このことが自由民権運動として日本中に広まった。植木枝盛は板垣を支持して基本的な草稿を作成した。ルソーに強く影響されて、中江兆民が主権在民と個人の自由を主張した。しかし、日本の状況を考慮して、彼は立憲君主制の重要性に言及している。彼によれば、大日本帝国憲法は議会によって徐々に改正されるのが望ましいということであった。

#### 大正デモクラシーと社会主義
明治後期から大正期にかけて、ブルジョア階級の政治意識の背景として民主主義運動が広がった。この流れは護憲と普通選挙を求める政治運動を導いた。吉野作造は政党内閣制と普通選挙を主張した。彼は誰に主権があるかは深く追究しなかったが国民の幸福を狙った政治的目的と国民の意思を狙った政治的決定を主張した。美濃部達吉は主権を天皇ではなく国家に帰するものと解釈した。彼によれば、大日本帝国憲法のもとでは天皇はただ最上位の機関として自身の政治的権能を取り持つに過ぎない。彼の理論は初め広く認められたが、後には軍人や国粋主義者によって政治的に抑圧されることになる。

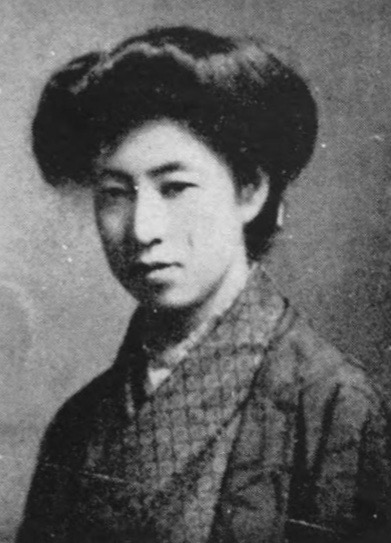
平塚らいてう

1911年に、平塚らいてうが青鞜社を立ち上げた。彼女は女性自身の目覚めとフェミニスト運動の発展を求めた。与謝野晶子はジェンダーの違いを否定したが、らいてうは子を育てる母性を強調し、女性が女性としての能力を説明するための公的な援助を認めた。1920年に、らいてうは市川房枝や奥むめおらと新婦人協会を結成した。彼女らの活動が女性が政治的演説に参加することに成功してすぐに、協会は内部分裂によって解散した。その後、市川が女性参政権運動を続けるため新しく団体を設立した。

#### キリスト教と社会主義
日本において近代化による社会矛盾と戦ったのはキリスト教徒と社会主義者である。資本主義と資本主義による矛盾を日本にもたらした日清戦争や日露戦争の後にキリスト教社会主義運動が活発となった。多くの日本の社会主義者はキリスト教的人間中心主義に影響を受けており、この点で彼らはキリスト教と強く関連している。
キリスト教は江戸幕府によって禁じられたが明治の知識人に影響した。内村鑑三は「二つのJ」の思想を発展させて伝統的な武士道とキリスト教を統合した。自分の天職は「日本(Japan)」と「イエス(Jesus)」に奉仕することだと彼は信じていた。彼は無教会運動を提唱した。彼は教育勅語に挑戦して日露戦争に反対した。新渡戸稲造はクェーカー教徒で日本文化とキリスト教の融合に努めた。彼は日本文化を海外に紹介した。また、彼は国際連盟事務次長になった。新島襄は渡米して神学を学び、京都に同志社英学校（のちの同志社大学）を設立してキリスト教による人格陶冶に従事した。
日清・日露戦争期には、日本が産業革命を通じて資本化に成功するとともに資本主義に対抗する社会主義が広がっていた。しかし、社会運動は1900年に制定された治安警察法によって抑圧され、ついには1910年の大逆事件で社会主義者たちは軍隊及びファシスト政府によって根絶やしにされた。河上肇は新聞で困窮について記事を書いている。彼は、初めは個人の変革によって貧困を解決することを強調したが、後にマルクス主義者になって社会的強制による社会変革を主張した。幸徳秋水はもともと議会を通じての社会主義の実現を模索していたが、ユニオニストとなってゼネラル・ストライキによる直接的行動を訴えた。彼は1910年の大逆事件の首謀者として処刑された。大杉栄はアナーキズムとユニオニズムを利用して個人的自由を主張した。彼は政府によって脅威とみなされ、関東大震災の後の混乱の中で秘密警察に暗殺された。
1925年に、元軍人で新聞記者の夢野久作は九州日報連載「東京人の堕落時代」の中で、「田舎の人々が東京へ集まる傾向が強まり、世間が世智辛くなっていった。日本の教育は忠孝仁義を説きながら、実は物質万能、智識万能を教えており、日本の若者はことごとく物質万能主義者となっている。」「上流社会が平民的になってきて、風紀頽廃していった」と述べている。また、「無産階級の人々が目標とし、規準とする生活が、東京人の生活と同様の意味の文化生活を夢見るものであったならば、それ等の人々の覚醒と運動とは、将来に於て無価値のものとなり終るべき可能性を、充分に持っていはしまいかと疑い得られる」として都会人による社会主義にも警告を発しているほか、「農民文化が尊重される傾向が出来つつある」「新たに天下を取る者は常に田舎者である」「今日の如く、東京を憧憬する人々、東京の文化を本当の文化と信ずる人々が無暗に殖えて行ったならば、今に日本人全体が東京人のようになってしまいはしまいか」として地方の人々による警鐘が必要ではないかとした。

#### 東洋研究
柳田國男は日本の民俗学を創設し、『遠野物語』などで稲作民と全く異なる生態系を持つ「山人」の存在を紹介した。その後、「常民」と呼ばれる一般人に論点を移し、最終的には「海の道」を通じ日本民族のルーツを「海の道」を通じて南方に求めるようになった。他の民俗学者には淫祠邪教と呼ばれる民間信仰の保存を求め国家神道に反対した南方熊楠、民芸品の美を論じた柳宗悦、日本古来の宗教と国文学の発生を論じた折口信夫がいる。井筒俊彦と大川周明はクルアーンに基づくイスラム主義を研究した。

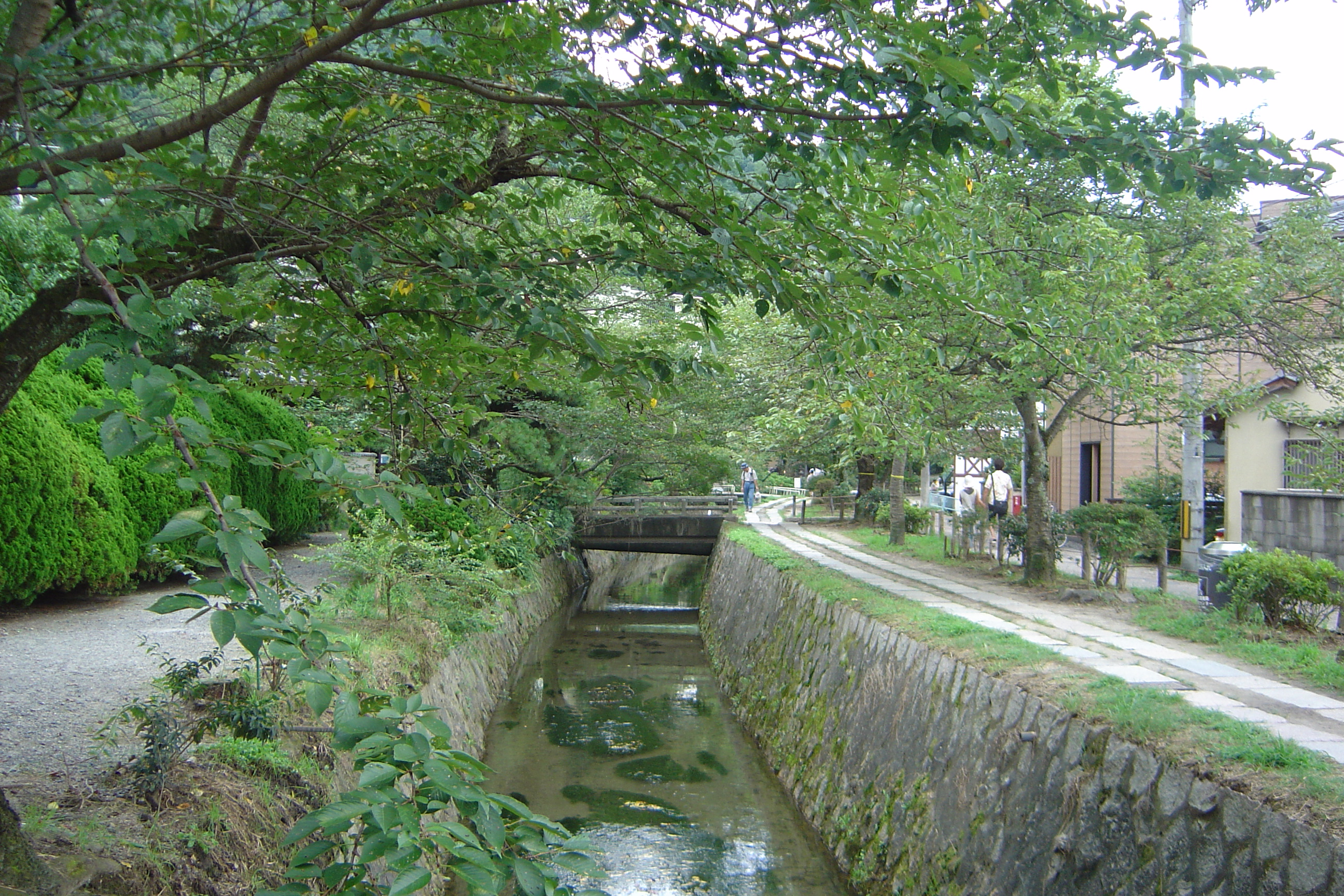
京都学派が思想を育んだ哲学の道

戦前の日本では、ドイツ哲学が熱心に研究・紹介された。しかし、明治後期から大正時代にかけて、京都学派が西洋思想と禅宗のような東洋思想を融合しようと試みた。西田幾多郎は禅と西洋思想の融合により独自の思想を打ち立てた。彼の思想は西田哲学と呼ばれる。純粋経験の中では主観と客観の間の対立は存在しないと彼は主張した。彼の存在論は絶対無に由来する。和辻哲郎は西洋の利己的な個人主義を批判した。彼の倫理学では人間は独立した存在ではなく関係的存在であると説かれる。個人的・社会的存在は自身が個人であることと社会の成員であることの両方を自覚すべきだと彼は主張した。彼は『風土』で自然環境と地域的生活様式の関係を研究した。

#### 第二次世界大戦への道
明治維新後、西洋化や社会主義に対する反応として、日本における政治文化と国家の伝統の強調、日本人の優越性の協調が起こってきた。この流れは国学をベースとし、帝国主義と軍国主義やファシズムを正当化するというイデオロギー的な側面を持っている。明治国家主義は日清戦争・日露戦争を通じて帝国主義・植民地の獲得を追究してきた。
明治維新の後、日本の政府は神道を保護して、それをしばしば単なる一個の宗教ではなく国家神道として扱った。政府は神道を天皇と密接に関連させ、神道を国家運営の道具として利用した。国家神道は明らかに民間的な神道の教派とは区別される。国家神道を組織して教育勅語を公布することはイデオロギー的な国家運営のモデルであった。
徳富蘇峰は雑誌を出版し、その中で日本の西洋化に反対して自由民主主義とポピュリズムを主張したが、政治的な役割を演じるべきブルジョワに彼は幻滅した。陸羯南は日本の政治文化と国家の伝統を非常に優れたものとみなし、彼は国民感情の回復と強化を狙ったが、決して心の狭い国粋主義者ではなく、軍隊を批判して政府の議院内閣制と参政権の拡大を唱えた。竹越与三郎は南進論を唱えて南洋諸島への植民地主義を唱え、一方近衛篤麿は北進論を唱えた。

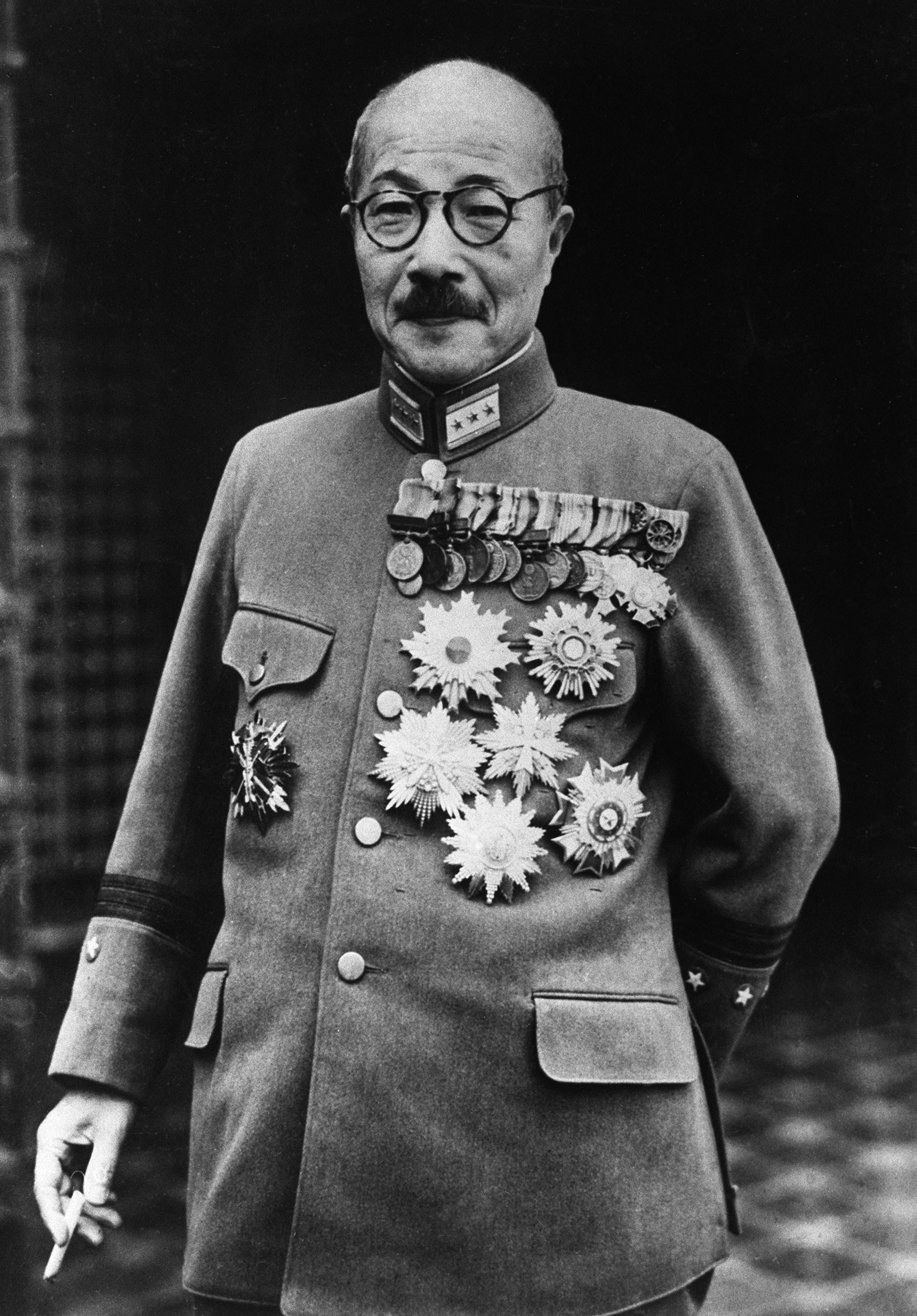
東條英機

政党政治不信が高まる中、1931年（昭和6年）に関東軍による満州事変が発生し、世論は大東亜共栄圏確立の思想へ向かっていった。
第二次世界大戦の時期の体制を天皇制ファシズムとする見方もあるが、ファシズムではなく日本帝国主義とする見方もあり定まっていない。ファシストの中には反体制派も存在し、北一輝は財閥、元老、政党の排除と、天皇と国民が直接的に結びついた急進的な国家改造を唱え、中野正剛は東条英機に反対した。

### 現代

#### 1945～1970年代
太平洋戦争終結後、日本はGHQの占領下で急速な民主化・非軍事化政策を進める中、戦前の国家主義的思想は一掃され、マルクス主義やリベラル思想が論壇・学界を主導した。丸山眞男は「超国家主義の論理と心理」などで戦前の政治文化を分析し、戦後民主主義の理論的支柱となった。同時期、鶴見俊輔・大塚久雄・加藤周一ら進歩的文化人が市民的立場から民衆の思想を模索し、「思想の科学」を創刊した。
共産党も合法化され、学費高騰や労働争議、朝鮮特需の中で労働運動・学生運動が活発化。だが、1956年のソ連によるスターリン批判、1956年ハンガリー動乱で日本共産党は動揺し、内部対立を深める。一方、1960年の安保闘争を契機に新左翼諸派が台頭し、旧左翼との対立が鮮明化。さらに、戦後の混乱と転向者問題を背景に、吉本隆明や橋川文三らが独自の日本近代批判を展開した
国内では、冷戦下の国際情勢と国内の安保闘争を背景に、日本共産党とは異なる新左翼勢力が登場。学生運動を担う全学連・全共闘を中心に、反体制・反権力運動を展開し、60年・70年安保闘争を頂点とした。
同時期、戦後の社会不安と都市化が進む中で、新宗教も庶民層の精神的拠り所として急成長した。急成長。創価学会・立正佼成会・PL教団などが信者数を拡大し、社会運動や政治運動にも関与した。新左翼と新宗教は並行して社会運動を担う一方、互いに対立も抱えていた。

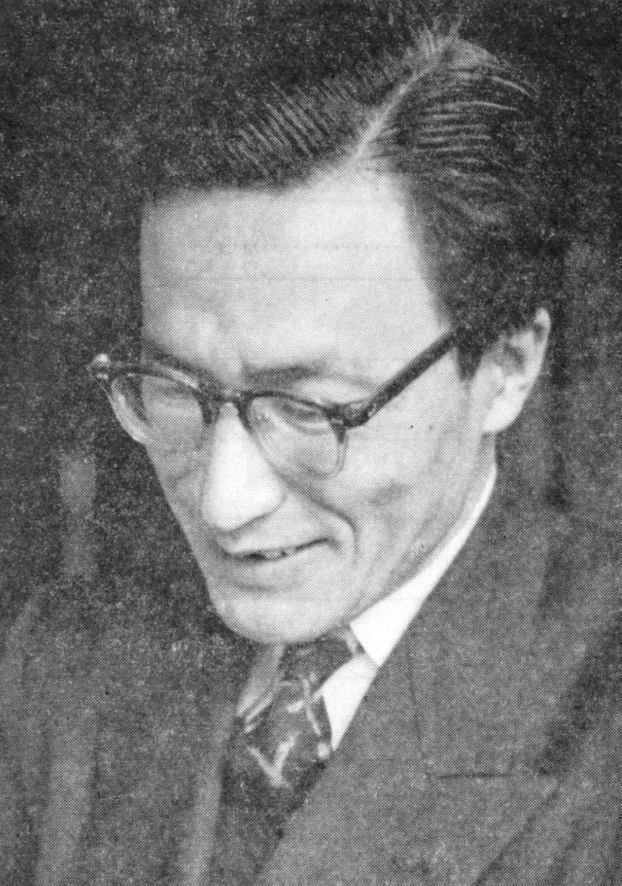
丸山眞男

1970年代半ば以降、過激派の内ゲバ・テロと新宗教の教団スキャンダルが続き、左翼運動も宗教ブームも次第に衰退していく。1970年代、日本の新左翼運動は内ゲバや過激派テロ事件を相次いで起こし、社会的支持を失って衰退。大学闘争も安田講堂事件を機に終息した。一方、思想界では吉本隆明が「共同幻想論」などで丸山眞男ら戦後民主主義を批判し、自立した思想の構築を目指した。廣松渉は独自のマルクス読解を進め、物象化論を提唱してポストモダン哲学への橋渡し役を果たす
また、70年代半ば以降は、左翼運動の空白を埋める形で環境運動・反核運動・フェミニズムなどの市民運動が台頭。日本初のノーベル賞受賞者湯川秀樹は、平和運動にも積極的に参加し核廃絶を訴えた。歴史学では民衆史・在日史・マイノリティ史の研究が進展し、山口昌男の「中心と周縁」理論や色川大吉の民衆史論が影響力を持った。また、文学界・評論界でも伝統的な進歩派と距離をとる若手が登場し、思想の多様化が進行。
右翼思想でも三島由紀夫が1970年に自衛隊駐屯地で割腹自決する「三島事件」を起こし、保守思想界に衝撃を与えた。この時期、唐木順三や江藤淳らが既存の戦後史観を批判し、新たな歴史認識の模索が始まる。

#### 1980〜1990年代
アカデミックでは現代思想ブームが巻き起こり、フーコーやドゥルーズ、デリダなどのフランス現代哲学が広く紹介された。これを受けて、日本では浅田彰、柄谷行人らの「ニュー・アカデミズム」が論壇を席巻する。哲学・文学・社会批評が交差し、雑誌・テレビ・イベントなど多様な場で議論が活発化した。だが、政治や社会運動への影響は薄く、論壇内の内向きな思考ゲームと批判されることもあった。

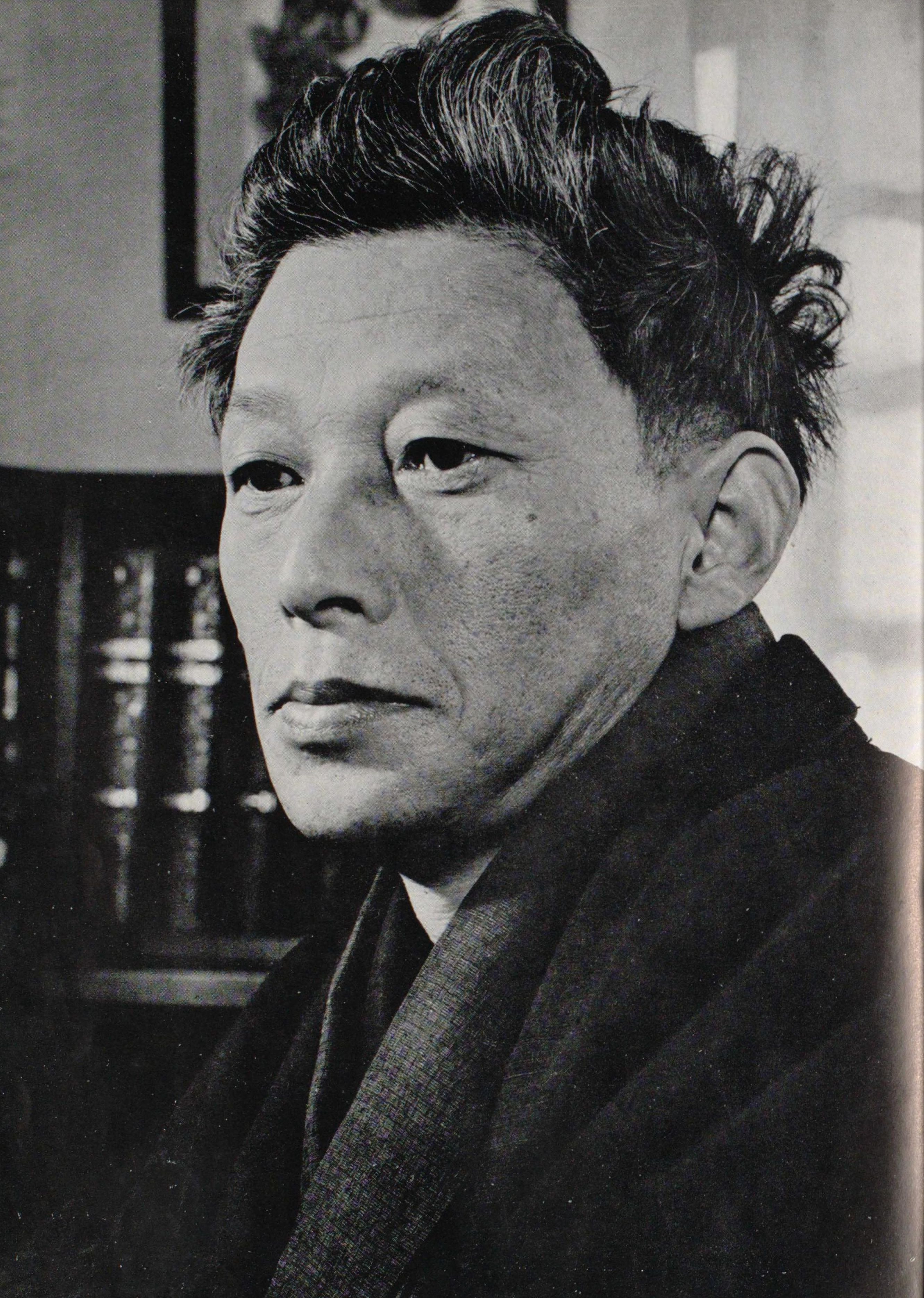
小林秀雄

バブル経済期には、消費社会論やポストモダン論が流行し、大衆文化や都市空間も思想の対象となる。90年代に入ると、バブル崩壊と阪神淡路大震災、オウム事件などの衝撃を受け、論壇は混迷を深める。ニューアカの影響は残るが、次第に文化批評の一分野へと収まり、社会的影響力は限定されていった。
小林秀雄は批評を通じて近代的理性を批判し、美と直観の重要性を説いた。外山滋比古は『思考の整理学』などで知的生活術を提案し、情報社会における思考法に影響を与えた。村上陽一郎は科学史・科学哲学の立場から合理性と信仰の関係を論じ、現代文明の在り方を問うた。野矢茂樹は、言語と思考の関係を探究し、ウィトゲンシュタイン研究を軸に日本の分析哲学を深めた。鷲田清一は現象学を基盤に身体・ケア・他者性の哲学を展開し、現代医療や社会への哲学的応答を試みた。小浜逸郎はポストモダン批判や公共性の問題に取り組み、言語・倫理・近代主体の解体を論じた。

#### 2000年代以降
2000年代以降、日本の論壇は保守系論客の台頭と宗教的言説の再評価が進行。西部邁、櫻井よしこ、百田尚樹らがメディアで存在感を強め、伝統・ナショナリズム・歴史観をめぐる言説が活発化した。
同時に、オウム事件以降敬遠されていた宗教的言説も再注目され、出口治明、島田裕巳らによる宗教論が出版界で一定の位置を占める。
また、インターネットの普及により、匿名掲示板・ブログ・SNSを舞台とした「ネット論壇」が成立。保守系・リベラル系双方の論争が可視化し、論壇の裾野が拡大した。
一方、80〜90年代に論壇を席巻した現代思想は、学会や一部の雑誌など限られた文化圏でのみ継承される存在となる。論壇の主役は明確に保守・宗教・ネット論壇へと移行した。

## 媒体史

### 古代・中世
日本の思想は、時代ごとにさまざまな伝える手段（＝メディア）によって形づくられてきた。古代は文字よりもまず口伝えだった。神話や昔話、歌などが人から人へと語り継がれ、やがて『古事記』や『日本書紀』のように文字で記録され始める。ここで初めて「本」というメディアが登場する。
中世になると、仏教の広まりとともに経典を手書きで写した写経が重要化した。説法という「話しの場」も思想を伝える場として活発になる。鎌倉仏教は、文字より口伝えを重んじ、庶民にも広まっていく。

### 近現代
江戸時代に入ると、木版印刷が発達し、本や瓦版（新聞の元祖）が普及。寺子屋教育の恩恵により、庶民が本を読めるようになり、儒学や国学、小説まで多様な思想が流通した。井原西鶴や十返舎一九の本は娯楽と倫理をセットで届ける役割も果たした。
明治時代には新聞という新しいメディアが登場。政府の方針や自由民権運動の考えが新聞を通じて伝わり、国民の間に広まった。岩波書店などが登場し、学問書を出版。新聞や書籍が並び立つ「言論の場」が形づくられる。
戦後、渡辺恒雄は読売新聞グループの主筆として保守的言論を牽引し、メディアと政治の結節点として影響力を持った。朝日新聞はリベラルな論調で知られ、戦後民主主義や護憲的立場から社会問題を掘り下げた。

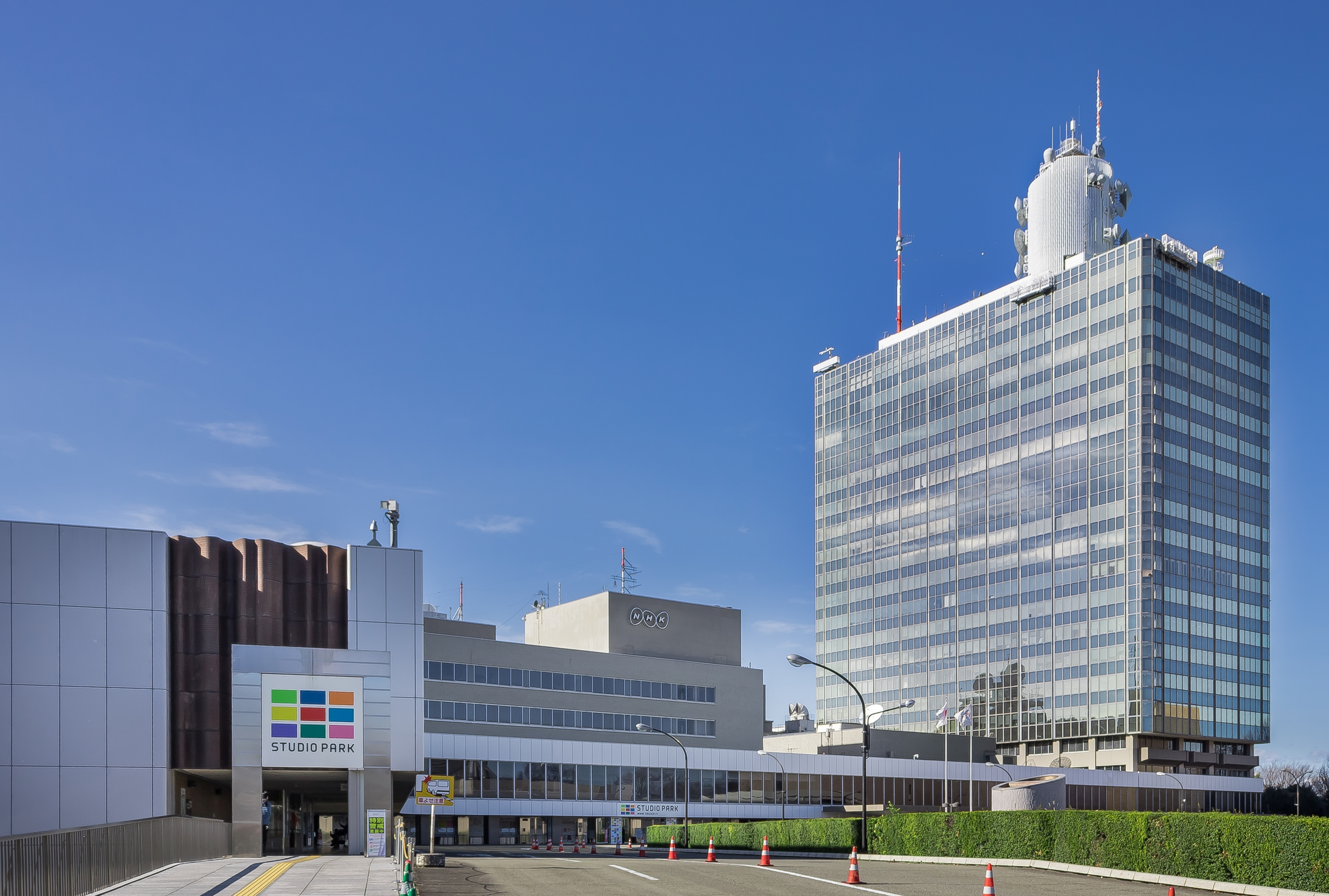
NHK放送センター

NHKは「公共放送」として中立性を掲げる一方で、政治権力との距離が思想的論争の的となってきた。リベラルで知られるテレビ朝日やTBSは、時に批判的な報道を通じて政府への監視機能を担った。
メディア論においては、蓮實重彦が映像表現の中に潜むイデオロギーを分析し、大衆文化と思想の関係に新たな視座を与えた。東浩紀はネット社会の台頭と情報空間の変質を論じ、ポストメディア時代の公共性を模索した。戦後の論壇誌『世界』（岩波書店）や『中央公論』は知識人による討論の舞台となり、新聞ととに思想の発信源となったが、影響力は次第に薄れ、今は形だけの媒体と称されている。
1990年代以降は掲示板やブログなどのインターネットが台頭し、保守とリベラルの対立構図が再編されつつある。2000年代にSNSが登場し、専門家だけでなく、一般の人も自由に意見を発信し合う場として重要になるとともに言論の国際化が進んだ。政治学者の開沼博や情報社会論者の庄司昌彦らは、SNSが従来のマスメディア中心の言論空間を拡大し、多様な市民が意見を交わし社会的議論に参加できる場を生み出したと指摘している。
とくにTwitter（現X）は、短い文章と拡散力を活かして、政治や社会の問題をリアルタイムで議論する場所になっている。哲学者の鷲田清一や國分功一郎も、SNSを使って現代の倫理や自由について積極的に発信している。朝日新聞やNHKのような伝統的なメディアとは違い、SNSでは個人の意見が直接大きな反響を呼びやすい。だが一方で、過激な意見が広まったり対立が深まったりする問題もあり、個人のメディア・リテラシーと倫理性が問われる時代となっている。